# Beausse
Beausse ([bos] ) ist eine Ortschaft und ehemalige französische Gemeinde mit 394 Einwohnern (Stand: 1. Januar 2022) im Département Maine-et-Loire in der Region Pays de la Loire. Sie gehörte zum Arrondissement Cholet. Die Einwohner werden Beaussois und Beaussoises genannt.
Der Erlass des Präfekten vom 5. Oktober 2015 legte mit Wirkung zum 15. Dezember 2015 die Eingliederung von Beausse als Commune déléguée zusammen mit den früheren Gemeinden La Pommeraye, Botz-en-Mauges, Bourgneuf-en-Mauges, La Chapelle-Saint-Florent, Le Marillais, Le Mesnil-en-Vallée, Montjean-sur-Loire, Saint-Florent-le-Vieil, Saint-Laurent-de-la-Plaine sowie Saint-Laurent-du-Mottay zur Commune nouvelle Mauges-sur-Loire fest.

## Geografie

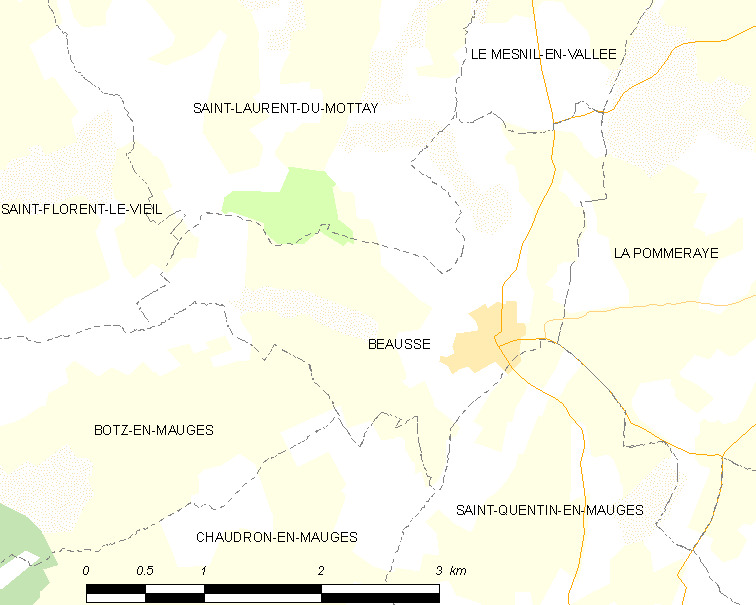
Karte von Beausse

Beausse liegt etwa 33 Kilometer südwestlich von Angers, etwa 29 Kilometer nördlich von Cholet und etwa 49 Kilometer ostnordöstlich von Nantes in der Région naturelle der Mauges, Teil der historischen Provinz des Anjou.
Das Ortsgebiet liegt im Einzugsgebiet der Loire und wird entwässert von den zeitweise trockenfallenden Ruisseau de la Challière, Ruisseau de la Pasnière und Ruisseau du Paviot, der es im Südosten begrenzt, sowie kleineren Fließgewässern. Das Bodenrelief zeigt die nach allen Himmelsrichtungen abfallende Kuppe einer von Südwest nach Norden und Nordosten zum Loire-Tal abfallenden Hochebene. Das Ortszentrum liegt an der Spitze dieser Kuppe auf etwa 156 m.
Umgeben wird Beausse von einer Nachbargemeinde und fünf Communes déléguées von Mauges-sur-Loire:
| Saint-Laurent-du-Mottay (Mauges-sur-Loire) | Le Mesnil-en-Vallée (Mauges-sur-Loire)      |                                 |
| Saint-Florent-le-Vieil (Mauges-sur-Loire)  | Kompassrose, die auf Nachbargemeinden zeigt | La Pommeraye (Mauges-sur-Loire) |
| Botz-en-Mauges (Mauges-sur-Loire)          |                                             | Montrevault-sur-Èvre            |

## Etymologie und Geschichte
Der Ortsname hat seinen Ursprung im Keltischen belisa (deutsch Wald). Frühere Formen waren: Terra Belsiae (1160), Ville de Beausse (1380).
Die Pfarrgemeinde bildete sich offenbar im Zentrum eines Waldes, der den Namen trug. Sie gehörte zu den Ländern der Abtei Saint-Florent. Der Pfarrverweser trug den Titel eines Prior-Pfarrers und genoss mehrere feudale Privilegien. Am Ende des 18. Jahrhunderts gehörte die Pfarrgemeinde zur Subdelegation und Élection von Angers sowie zum Einzugsgebiet der Gabelle von Saint-Florent-le-Vieil. Aufgrund der geografischen Lage waren die Einkünfte wenig üppig. Der Boden war kalt, karg, mit vielem Farnkraut durchsetzt, wenig Wiese. Nur auf der Hälfte des Landes konnte Roggen angebaut werden. Die Bauern züchteten Tiere, die sie nach Beaupréau verkauften. Das Dorf hat die Aufstände während der Französischen Revolution relativ gut überstanden trotz des Durchzugs der royalistischen Armee im September 1793, oft auch von Banden von Partisanen.

## Bevölkerungsentwicklung
| Beausse: Einwohnerzahlen von 1793 bis 2020                                                                                 | Beausse: Einwohnerzahlen von 1793 bis 2020 | Beausse: Einwohnerzahlen von 1793 bis 2020 | Beausse: Einwohnerzahlen von 1793 bis 2020 | Beausse: Einwohnerzahlen von 1793 bis 2020 |
| --- | ------------------------------------------ | ------------------------------------------ | ------------------------------------------ | ------------------------------------------ |
| Jahr |                                            |                                            |                                            | Einwohner                                  |
| 1793 | 1793                                       |                                            | 320                                        | 320                                        |
| 1800 | 1800                                       |                                            | 232                                        | 232                                        |
| 1806 | 1806                                       |                                            | 371                                        | 371                                        |
| 1821 | 1821                                       |                                            | 442                                        | 442                                        |
| 1831 | 1831                                       |                                            | 448                                        | 448                                        |
| 1836 | 1836                                       |                                            | 496                                        | 496                                        |
| 1841 | 1841                                       |                                            | 454                                        | 454                                        |
| 1846 | 1846                                       |                                            | 501                                        | 501                                        |
| 1851 | 1851                                       |                                            | 496                                        | 496                                        |
| 1856 | 1856                                       |                                            | 522                                        | 522                                        |
| 1861 | 1861                                       |                                            | 528                                        | 528                                        |
| 1866 | 1866                                       |                                            | 534                                        | 534                                        |
| 1872 | 1872                                       |                                            | 520                                        | 520                                        |
| 1876 | 1876                                       |                                            | 558                                        | 558                                        |
| 1881 | 1881                                       |                                            | 504                                        | 504                                        |
| 1886 | 1886                                       |                                            | 455                                        | 455                                        |
| 1891 | 1891                                       |                                            | 453                                        | 453                                        |
| 1896 | 1896                                       |                                            | 433                                        | 433                                        |
| 1901 | 1901                                       |                                            | 444                                        | 444                                        |
| 1906 | 1906                                       |                                            | 446                                        | 446                                        |
| 1911 | 1911                                       |                                            | 475                                        | 475                                        |
| 1921 | 1921                                       |                                            | 415                                        | 415                                        |
| 1926 | 1926                                       |                                            | 418                                        | 418                                        |
| 1931 | 1931                                       |                                            | 431                                        | 431                                        |
| 1936 | 1936                                       |                                            | 421                                        | 421                                        |
| 1946 | 1946                                       |                                            | 404                                        | 404                                        |
| 1954 | 1954                                       |                                            | 412                                        | 412                                        |
| 1962 | 1962                                       |                                            | 405                                        | 405                                        |
| 1968 | 1968                                       |                                            | 392                                        | 392                                        |
| 1975 | 1975                                       |                                            | 362                                        | 362                                        |
| 1982 | 1982                                       |                                            | 385                                        | 385                                        |
| 1990 | 1990                                       |                                            | 372                                        | 372                                        |
| 1999 | 1999                                       |                                            | 361                                        | 361                                        |
| 2006 | 2006                                       |                                            | 377                                        | 377                                        |
| 2013 | 2013                                       |                                            | 395                                        | 395                                        |
| 2020 | 2020                                       |                                            | 372                                        | 372                                        |
| Quelle(n): EHESS/Cassini bis 1999, INSEE ab 2006 Anmerkung(en): Ab 1962 offizielle Zahlen ohne Einwohner mit Zweitwohnsitz |                                            |                                            |                                            |                                            |

## Sehenswürdigkeiten
- Kirche, Jakobus dem Älteren geweiht, gegen 1840 neu gebaut
- Kapelle Notre-Dame-du-Sacré-Cœur (genannt: Croix Malo), 1875 im gotischen Stil erbaut

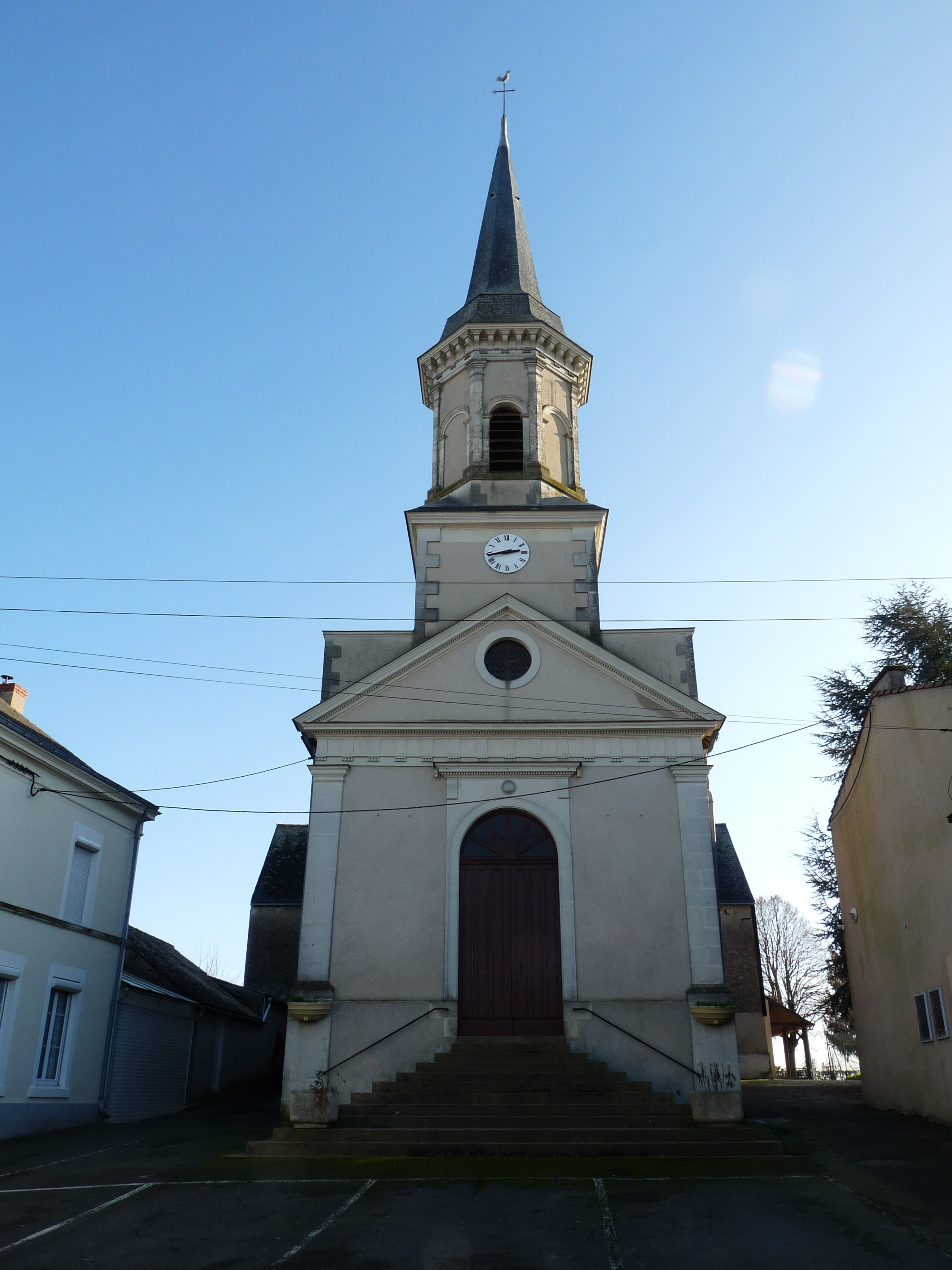
Kirche Saint-Jacques
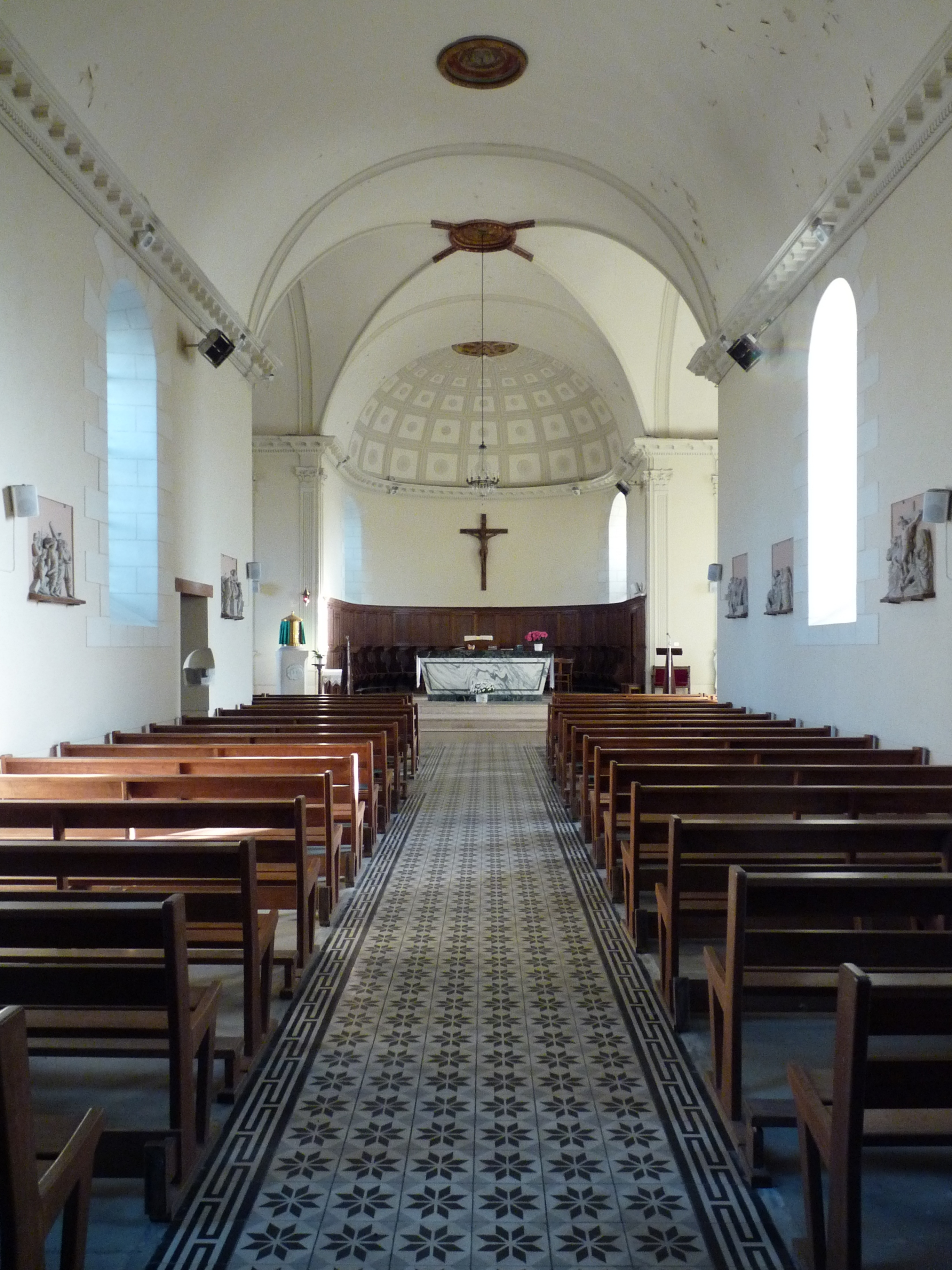
Innenraum
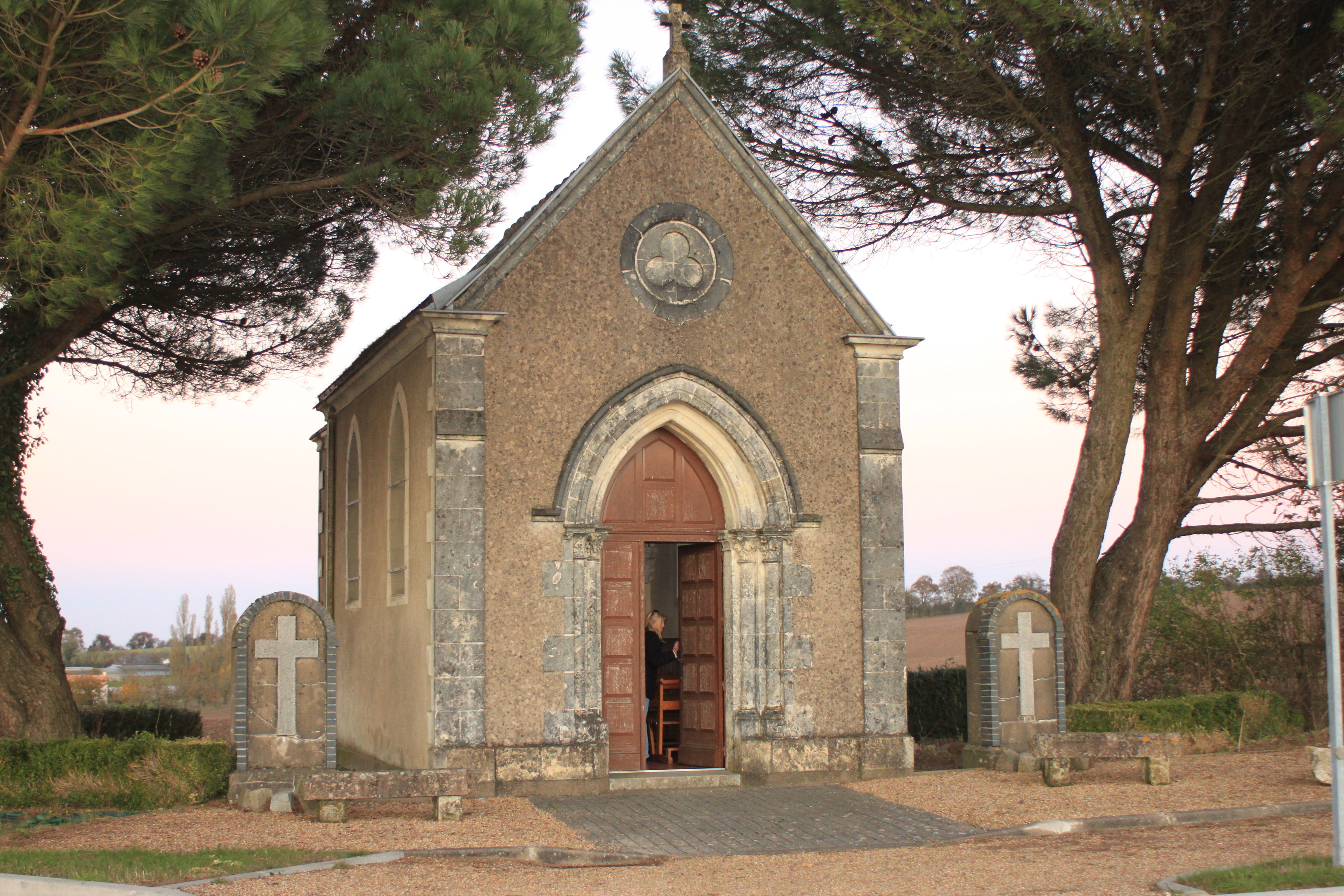
Kapelle Notre-Dame-du-Sacré-Cœur